# Holomenopon tadornae
Holomenopon tadornae är en insektsart som först beskrevs av Paul Gervais 1844.  Holomenopon tadornae ingår i släktet vinglöpare, och familjen spolätare. Arten är reproducerande i Sverige. Inga underarter finns listade i Catalogue of Life.